# Hymenancora japycina
Hymenancora japycina är en svampdjursart som först beskrevs av Topsent 1927.  Hymenancora japycina ingår i släktet Hymenancora och familjen Myxillidae.
Artens utbredningsområde är Marocko. Inga underarter finns listade i Catalogue of Life.